# Труд (стадион, Елец)
«Труд» — футбольный стадион в Ельце, построенный в 1936 году, специально для проведения матчей команды ФК «Елец»
- В 1998 стадион был реконструирован.
- В 2003 году на стадионе были установлены пластиковые сидения.

Домашние матчи на стадионе проводит ФК «Елец»

## История
- Был построен в 1936 году и назывался «Динамо».
- В 50-х годах XX века был переименован в нынешнее название.
- 14 октября 2003 года на стадионе состоялся памятный для Ельца матч между ФК Елец и Московским ЦСКА в рамках 1/16 финала кубка России по футболу, который завершился победой хозяев с минимальным счетом 1:0.
- В 2010 году стадион Труд был признан лучшим стадионом чемпионата МОА «Черноземье».

## Основные характеристики стадиона
- Вместимость — 8800 человек
- Размер поля — 103×62 м
- Покрытие — Естественное
- Тип — Многоцелевой
- Освещение — Отсутствует
- Табло — Электронное
- Количество касс — 2
- Камеры наблюдения — Отсутствуют

На данный момент стадион не соответствует современным требованиям РФС.

## Расположение
г. Елец, ул. Коммунаров, 27а